# Lingue nel Junior Eurovision Song Contest
Come è accaduto nella manifestazione principale, sin dalla fondazione del Junior Eurovision Song Contest nel 2003 il plurilinguismo è stato un punto forte della stessa. L'unica regola che differenza il JESC dal suo predecessore è l'obbligo di cantare in una delle lingue ufficiali del proprio paese, tuttavia sono ammesse piccole strofe o versi in lingua diversa, anche in una artificiale, accaduto in tre differenti occasioni.
Di seguito è riportata una lista di tutte le lingue presentate nelle varie edizioni del Junior Eurovision Song Contest dai vari paesi in ordine cronologico di prima apparizione.
| N° | Anno di prima apparizione | Lingua                | Paese               | Artista                             | Canzone                                        |
| -- | ------------------------- | --------------------- | ------------------- | ----------------------------------- | ---------------------------------------------- |
| 1  | 2003                      | Greco                 | Grecia              | Nicolas Ganopoulos                  | Φίλοι για πάντα Fili già panta                 |
| 2  | 2003                      | Croato                | Croazia             | Dino Jelusić                        | Ti si moja prva ljubav                         |
| 3  | 2003                      | Bielorusso            | Bielorussia         | Volha Satsiuk                       | Танцуй '                                       |
| 4  | 2003                      | Lettone               | Lettonia            | Dzintars Čīča                       | Tu esi vasarā                                  |
| 5  | 2003                      | Macedone              | Macedonia           | Marija & Viktorija                  | Ти не ме познаваш (Ti ne me poznavaš)          |
| 6  | 2003                      | Polacco               | Polonia             | Kasia Zurawik                       | Coś mnie nosi                                  |
| 7  | 2003                      | Norvegese             | Norvegia            | 2U                                  | Sinnsykt gal forelsket                         |
| 8  | 2003                      | Spagnolo              | Spagna              | Sergio Jesús García Gil             | Desde el cielo                                 |
| 9  | 2003                      | Rumeno                | Romania             | Bubu                                | Tobele sunt viata mea                          |
| 10 | 2003                      | Olandese              | Belgio              | X!nk                                | De vriendschapsband                            |
| 11 | 2003                      | Inglese               | Regno Unito         | Tom Morley                          | My Song for the World                          |
| 12 | 2003                      | Danese                | Danimarca           | Anne Gadegaard                      | Arabiens drøm                                  |
| 13 | 2003                      | Svedese               | Svezia              | The Honeypies                       | Stoppa mig                                     |
| 14 | 2004                      | Italiano              | Svizzera            | Demis Mirarchi                      | Birichino                                      |
| 15 | 2004                      | Francese              | Francia             | Thoma Pontier                       | Si on voulait bien                             |
| 16 | 2005                      | Russo                 | Russia              | Vladislav Krutskikh                 | Дорога к солнцу (Doroga k solntsu)             |
| 17 | 2005                      | Montenegrino          | Serbia e Montenegro | Filip Vučić                         | Љубав па фудбал (Ljubav pa fudba)              |
| 18 | 2006                      | Portoghese            | Portogallo          | Pedro Madeira                       | Deixa-me sentir                                |
| 19 | 2006                      | Ucraino               | Ucraina             | Nazar Slyusarchuk                   | Хлопчик рок 'н' ролл (Khlopchyk Rock 'n' Roll) |
| 20 | 2006                      | Serbo                 | Serbia              | Neustrašivi Uèitelji Stranih Jezika | Учимо стране језике (Učimo strane jezike)      |
| 21 | 2006                      | Tedesco               | Serbia              | Neustrašivi Uèitelji Stranih Jezika | Учимо стране језике (Učimo strane jezike)      |
| 22 | 2006                      | Giapponese            | Serbia              | Neustrašivi Uèitelji Stranih Jezika | Учимо стране језике (Učimo strane jezike)      |
| 23 | 2007                      | Georgiano             | Georgia             | Mari Romelashvili                   | ოდელია რანუნი (Odelia Ranuni)                  |
| 24 | 2007                      | Armeno                | Armenia             | Arevik                              | Երազանք (Erazanq)                              |
| 25 | 2007                      | Bulgaro               | Bulgaria            | Bon Bon                             | Бонболандия (Bonbonlandiya)                    |
| 26 | 2007                      | Lituano               | Lituania            | Lina Jurevičiūtė                    | Kai miestas snaudžia                           |
| 27 | 2008                      | Artificiale           | Georgia             | Bzikebi                             | Bzz...                                         |
| 28 | 2010                      | Maltese               | Malta               | Nicole Azzopardi                    | Knock Knock!... Boom! Boom!                    |
| 29 | 2012                      | Azero                 | Azerbaigian         | Suada Alakbarova & Omar Sultanov    | Girls and Boys (Dünya Sənindir)                |
| 30 | 2012                      | Ebraico               | Israele             | Kids.il                             | Let the Music Win                              |
| 31 | 2012                      | Albanese              | Albania             | Igzidora Gjeta                      | Kam një këngë vetëm për ju                     |
| 32 | 2014                      | Sloveno               | Slovenia            | Ula Ložar                           | Niši sam (Your Light)                          |
| 33 | 2015                      | Irlandese             | Irlanda             | Aimee Banks                         | Réalta na mara                                 |
| 34 | 2015                      | Latino                | Irlanda             | Aimee Banks                         | Réalta na mara                                 |
| 35 | 2015                      | Serbo-croato          | Albania             | Mishela Rapo                        | Dambaje                                        |
| 36 | 2015                      | Turco                 | Albania             | Mishela Rapo                        | Dambaje                                        |
| 37 | 2018                      | Kazako                | Kazakistan          | Daneliya Tuleşova                   | Өзіңе сен (Äziñe sen)                          |
| 38 | 2018                      | Gallese               | Galles              | Manw                                | Perta                                          |
| 39 | 2022                      | Portoghese brasiliano | Portogallo          | Nicolas Alves                       | Anos 70                                        |
| 39 | 2023                      | Estone                | Estonia             | Arhanna                             | Hoiame kokku                                   |